# Thanh Từ
Thanh Từ (chữ Hán giản thể: 清徐县, âm Hán Việt: Thanh Từ huyện) là một huyện thuộc thành phố Thái Nguyên, tỉnh Sơn Tây, Cộng hòa Nhân dân Trung Hoa. Huyện Thanh Từ có diện tích 607 km², dân số năm 2002 là 300.000 người. Huyện Thanh Từ được chia thành các đơn vị hành chính gồm 4 trấn, 5 hương.
- Trấn: Thanh Từ, Đông Vu, Từ Câu, Mạnh Phong.
- Hương: Mã Dục, Liễu, Tây Cốc, Vương Đáp, Tập Nghĩa.